# Super Monkey Ball: Banana Blitz
Super Monkey Ball: Banana Blitz, в Японии известная как Super Monkey Ball: Exciting Party Collection (яп. スーパーモンキーボール ウキウキパーティー大集合 Су:па: Монки: Бо:ру Укиуки Па:ти: Дайсю:го:), — компьютерная игра из серии Super Monkey Ball, выпущенная эксклюзивно для игровой консоли Wii в 2006 году.

## Игровой процесс

Айай проходит уровень, по пути собирая бананы.

Всего в игре 10 миров, 100 уровней и 50 мини-игр. Есть четыре режима: «Monkey Target», «Monkey Race», «Monkey Bowling» и «Monkey Wars». Игра имеет 8 боссов.
Контроллер Wii Remote имитирует движение игрока (например, в «Monkey Darts» с помощью Wii Remote имитируется метание дротиков). Управление персонажами происходит при наклонении контроллера в нужную сторону. Аналоговые стики управляют камерой. Впервые в серии Super Monkey Ball была добавлена возможность прыгать.

## Сюжет
Доктор Бад-Бун и пираты украли бананы золотого цвета и разорвали их по разным уровням. Главный герой Айай должен вместе со своими друзьями найти разорванные куски бананов и проучить злодеев.

## Ремейк
16 июля 2019 года в выпуске Famitsu был анонсирован ремейк под названием Super Monkey Ball: Banana Blitz HD. В выпуске также были представлены скриншоты игры и обложка физического издания. Вскоре после этого Sega официально объявила о выпуске игры во всем мире. Разработка началась в январе 2019 года, после того, как Масао Широсаки закончил работать над Judgment. Издатель одобрил проект в феврале, разработка заняла около 6 месяцев. По словам Широсаки, поскольку некоторые уровни были разработаны с учётом особенностей контроллера Wii, на джойстике они были бы слишком простыми, поэтому многие уровни потребовали корректировки. В ответ на вопрос, почему для ремейка была выбрана именно Banana Blitz, Широсаки ответил, что это был оптимальный проект с учётом их ограниченного времени и бюджета. Игра вышла во всём мире 29 октября 2019 года на платформах PlayStation 4, Xbox One и Nintendo Switch. Позже, 10 декабря, игра была выпущена на ПК под управлением Windows.
В ремейке было переработано управление, обновлён пользовательский интерфейс и добавлены новые режимы, такие как Time Attack с онлайн-списком лидеров и Decathlon Mode, в котором игрок должен пройти 10 мини-игр подряд. В процессе прохождения игроки могут разблокировать альтернативные костюмы для всех персонажей, а также Ежа Соника, при игре за которого все бананы заменяются на кольца. В отличие от оригинальной игры, включавшей 50 мини-игр, в ремейк включены только 10 самых популярных мини-игр. Большая часть саундтрека была заменена из-за проблем с лицензированием.

## Оценки и мнения
| Сводный рейтинг       | Сводный рейтинг              |
| Агрегатор             | Оценка                       |
| --------------------- | ---------------------------- |
| GameRankings          | - Wii: 72,82 % - NS: 61,67 % |
| Game Ratio            | 72 %                         |
| Metacritic            | 74/100                       |
| MobyRank              | 73/100                       |
| Иноязычные издания    |                              |
| Издание               | Оценка                       |
| 1UP.com               | B-                           |
| AllGame               | [ 15 ]                       |
| CVG                   | 8,0/10                       |
| EGM                   | 6,2/10                       |
| Eurogamer             | 6/10                         |
| GamePro               | [ 18 ]                       |
| GameSpot              | 8,3/10                       |
| GameSpy               | [ 20 ]                       |
| GamesRadar+           | 8,0/10                       |
| IGN                   | 8,4/10                       |
| Nintendo World Report | 5,5/10                       |
| ONM                   | 81 %                         |
| VideoGamer            | 6/10                         |

Оценки игры были положительными. Electronic Gaming Monthly поставил игре 6,2 балла, заявив, что новое управление сделало игру трудной, но при этом обозревателю понравились мини-игры. IGN назвал обучение «крутым», но «кривым». GameSpot также хорошо оценил управление, но раскритиковал короткую одиночную игру. Все три сайта назвали сэл-шейдинг упрощённым, но отметили, что это очень подходит игре. GameSpot назвали игру лучшей в серии. GamesRadar включил Super Monkey Ball: Banana Blitz в список самых сложных игр Nintendo.

### Продажи
Игра стала бестселлером для Nintendo Wii. Всего в США было продано более 990 тысяч копий игры, в Японии — 40 тысяч, в Европе и других странах — 1,1 миллион, по всему миру — 2,15 млн копий.